# Lửa hận hóa yêu thương
Jam Leuy Ruk (tên tiếng Thái: จำเลยรัก, tên Tiếng Việt: Lửa hận hóa yêu thương) là bộ phim truyền hình Thái Lan chiếu trên Channel 3 (CH3) Thái Lan vào năm 2008. Phim với sự tham gia của Atichart Chumnanon và Taksaorn Paksukcharern.

## Nội dung
Căm hận trước cái chết tức tưởi của em trai duy nhất, Harit đã lập ra một kế hoạch bắt cóc để trừng phạt kẻ khiến em mình đi đến bước đường cùng. Sau khi đọc được nhật ký của em trai để lại, Harit biết được Sansanee - cô gái xinh đẹp và tài năng chính là nguyên nhân cái chết của em trai Harin. Song do nhầm lẫn, người mà Harit bắt cóc lại là Soraya - em gái họ của Sansanee. Vì để trả ơn cứu mạng của chị Sansanee dành cho mình, Soraya đành chấp nhận chịu sự hành hạ của Harit và mong rằng anh có thể tha thứ cho chị của cô.
Trải qua thời gian dài trừng phạt Soraya, Harit lại rung động trước đức tính cao đẹp của cô. Nhưng nỗi đau mất em đã khiến Harit cuồng dại hận thù, anh chấp nhận để lửa hận lấn át hết tất cả, cố quên đi xúc cảm của con tim, tiếp tục đọa đày người mình yêu thương. Mãi cho đến khi Harit nhận ra sự nhầm lẫn tai hại của mình thì cũng là lúc anh nhận ra mình đã yêu Soraya quá nhiều.
Với bản tính xảo quyệt của mình, cô chị Sansanee lại tiếp tục lên kế hoạch quyến rũ Harit. Tuy nhiên, Harit không hề sập bẫy mà anh lại giả vờ yêu Sansanee để dễ dàng trong việc trả thù Sansanee. Cũng chính vì điều này đã khiến Harit vô tình đẩy Soraya ra khỏi anh.
Bởi vì con tim luôn có những lý lẽ riêng và với sự nhân từ cộng với tình yêu thương của Soraya có giúp Harit vứt bỏ được hận thù và đến bến cô? Còn Harit, liệu anh có nhận ra rằng chính lòng căm thù của mình đã làm tổn thương rất nhiều người?

## Diễn viên
- Atichart Chumnanon as Harit Rangsimunt
- Taksaorn Paksukcharern as Soraya Napapong (So)
- Rinlanee Sripen as Sansanee Supaaat (San)
- Chatayodom Hiranyatithi as Tawatchai (Wat)
- Sukontawa Kerdnimit as Boontai / Bunthai
- Kongkapan Sangsuriya as Nai Bai
- Rungruang Anantaya as Harin Rangsimunt
- Ryan Jett as Nukul
- Supranee Jayrinpon as Saang
- Suchada Chekley as Young Soraya
- Kriengkrai Oonhanun as Suphaloek
- Thitima Sangkhaphithak as Saisamon
- X Jatrong as Gawin